# Сергеј I Цариградски
Сергеј I Цариградски је био патријарх Константинопоља у периоду од 610. до 638. године. Познат је као један од носиоца монотелитиског учења.
Сергеј је рођен у Сирији у јаковитској породици. Изабран је за цариградског патријарха 610. године. Био је познат као присталица цара Ираклија, кога је лично крунисао 610. године. Сергеј такође је понудио своју подршку Ираклија у својим борбама против Персијанаца. Одиграо је важну улогу у одбрани Цариграда од Авара током опсаде Цариграда 626. Његове везе са политичким и верским властима му је дала прилику да утиче на верске и политичке заједнице у циљу јачања своје монотелитске теологије. Био је у јаком сукобу са бранитељима православља светим Максимом Исповедником и Софронијем.
Умро је 638. године. Његово учење било је званично две године, све док није 640. године осуђено од стране цара Јована IV Ласкариса. На Шестом васељенском сабору његово и Хоноријево учење осуђено је и проглашено за јерес. 